# 松岡栄太郎
松岡栄太郎（まつおかえいたろう）は、明治13年7月生まれの士族政治家で三重県の士族実業家である。鉄道の内部・八王子線の創設者。松岡忠四郎三重県議会議員歴任者の世襲議員家系の次男坊の士族である。慶応義塾大学卒業後に河芸郡明村地域の三重県議会議員経験者の林宗右衛門家系の林よね子と結婚する。

## 実業家
- 三重郡日永村の実業家としては内部八王子線の創設者として有名である。三重鉄道取締役など鉄道経営者及び四日市経済の四日市倉庫関係の四日市港の港湾事業を経営する四日市鐵道（株）取締役と四日市倉庫運輸（株）監査役になる。名古屋市の名古屋製薬会社監視役員の要職を歴任する。

## 日永村の松岡家の家系図
- 三重郡日永村の松岡家は昭和20年頃までは士族身分の家系であり、四日市周辺の三重郡地域の福崎村・日永村・菰野地域竹成村を三重県議会議員選挙の地盤としていた。竹成米松岡家の農村経営者であり日永村の鉄道行政の日永村の経営者であった。名古屋市や岐阜県及び滋賀県地域など県外に進出して菊池松岡家及び桑名松岡家と菰野松岡家と日永松岡家の合併化による連合一族家系を推進した。桑名松岡家は福井県松岡町出身の金井氏家系である。南福崎村の松岡家は熊本県の菊池氏の一族の家系である。日永村松岡家は紀伊藩武士家系の赤堀氏一族の女系養子武士家系とされている。明治期から戦後になり士族家系の封建制度の特権を失った封建家系である。桑名藩及び紀伊藩支配大名統治下の武士家系図の松岡家である。竹成米品種開発の功労者の松岡直右衛門と共に日永村の『名君松岡』と呼ばれていた。[1]

## 政治家
- 松岡栄太郎の士族鉄道経営者の理念で創設した内部八王子線の日永村民利用の鉄道網は日永松岡家の経済遺産として地域住民が平成期に残した。士族特権家系の政治家であったが日永村の地域福祉の善政政治家として経済投資を促進した。女系養子の名門家系の松岡忠四郎と松岡栄太郎親子は三重鉄道や河曲銀行の経営に関わった。明治時代から昭和戦前期の三重県議会議員及び日永村政を担当して東洋モスリン工場を誘致した。[2]三重県議会議員1期の期間に日永村地域の三重郡東洋モスリン工場誘致四日市港湾開発の功労者である。座右の銘は『笑う門には福来たる』の郷土史記述がある理想的な理論のユーモア政治家である。

## 家族
- 女系養子の松岡忠四郎（父親で三重県議会議員及び実業家）
- 母のまき（安政6年生まれ）母方祖父は明寬の長女
- 妻のよね（明治24年生まれ）三重士族家系の林宗右衞門の長女、津高等女学校(旧女学校出身）
- 長男　松岡繁夫（大正2年生まれ）
- 長女　眞佐　明治43年生まれの長女。大日本帝国図書では山脇高等女学校家政科在学の経歴
- 次女　松岡登志　明治45年生まれの次女。大日本帝国図書では四日市高等女学校在学の経歴
- その他の家族は三男の松岡達雄（大正7年生まれ）四男の松岡康郞（大正9年生まれ）三女美津（大正12年生まれ）[3]